# 161 км (зупинний пункт, Одеська залізниця)
161 км — пасажирський зупинний пункт Шевченківської дирекції Одеської залізниці на неелектрифікованій лінії Христинівка — Багачеве між станціями Шаласька (7 км) та Поташ (9 км). Розташований неподалік населених пунктів Жолудькове (2 км), Паланочка (1,5 км), Роги (1,5 км), Молодецьке (3 км) Уманського району Черкаської області.

## Пасажирське сполучення
На зупинному пункті Платформа 161 км зупиняються приміські поїзди сполученням Черкаси — Христинівка — Умань.